# Iglesia de San Bartolomé (San Bartolomé)
La iglesia de San Bartolomé en la localidad de San Bartolomé, en la isla de Lanzarote (Canarias, España) es una de las iglesias más importantes de toda la isla de Lanzarote, tanto por su historia como por su retablo. Tiene forma de cruz y un techo artesonado de madera de gran belleza.

## Historia
La Parroquia de san Bartolomé se funda el 4 de abril de 1796, a instancia de Cayetano Guerra Clavijo y Perdomo y su hermano Francisco. A esta se le suman la parroquias anejas San Antonio de Padua, en Güime; María Auxiliadora, en Montaña Blanca; el lugar de culto de El Islote; san Andrés, en Tao y Nuestra Señora de la Peña, en Mozaga, estas dos últimas pertenecen al municipio de Teguise.

## Construcción
Esta iglesia se construye a finales del siglo XVIII a unos 100 o 200 m del solar de la antigua ermita.
La construcción, realizada entre 1779 y 1783, es debida fundamentalmente al reducido tamaño de antigua ermita y a la actitud decidida de Francisco Tomás Guerra Clavijo, el Mayor Guerra, quien moviliza a la vecindad a través de una suscripción popular, y colabora con donativos para levantar el nuevo edificio.
A finales del siglo XIX se finaliza la construcción de la parte alta del campanario ya que solo posee hasta ese entonces dos partes fabricadas con cantería. Paulatinamente la iglesia va vendiendo sus propiedades, posiblemente para poder hacer frente a los gastos de mantenimiento; y no es sino después de la segunda década del siglo XX cuando se compra la Casa Parroquial.

## Arquitectura
Los techos de la iglesia son de madera, empleándose para la nave la tipología de dos aguas y para el presbiterio y capillas laterales, cuatro aguas. Dispone de un artesonado muy sencillo de madera traído de Tenerife.
El techo de la nave estuvo pintado de azul desde 1901 hasta 1971, en que se recupera el color de la madera.
La sacristía, de una planta, se encuentra en la trasera de la nave o Altar Mayor.
A lo largo de los años el edificio se ha visto afectado como consecuencia directa de la falta de recursos económicos y por las intervenciones que se han efectuado para restaurar y rehabilitar algunos recintos del interior del templo. Estos proyectos, que se han realizado en 1971, 1962, y en 1992, han afectado negativamente al edificio y algunos elementos de culto que albergaba.
En 1992 se le añade, a la izquierda de la sacristía, un almacén de despojos para depositar enseres como tronos, catafalcos, monumentos, etc. Y un salón de reuniones donde se encontraba el baptisterio, que fue derribado. Asimismo, los retablos laterales y el púlpito son retirados y quemados y la pila bautismal después de retirarse desapareció en 1974.
La iglesia posee una planta de cruz latina con la sacristía detrás del presbiterio. Hace unos años se construyó una nueva capilla colateral al muro del evangelio con puerta directa desde la plaza. Se accede a la portada a partir de una escalinata de cantería con arco de medio punto y los esquineros cubiertos de cantería negra. Sobre la portada surge un pequeño vano con una cruz sobre el que aparece un óculo, que en la actualidad lleva una vidriera. Del edificio antiguo solo se conserva la sacristía y en la Capilla de la Epístola está enterrado su fundador.
El campanario surge como continuación de todo el esquinero de cantería de la epístola, rematada con un pequeño cimborrio y el remate de la Iglesia con formas ovaladas y totalmente encaladas. Al igual que la iglesia de Yaiza, se puede acceder por el muro de la epístola. Responde a la tipología insular más extendida.